# Paul Préboist
Paul Préboist (21. února 1927 – 4. března 1997) byl francouzský divadelní a filmový herec. Ve vedlejších, většinou komických rolích sekundoval největším hvězdám francouzského filmu. Ve sto dvaceti filmech vytvořil především typy pomatených, šibalsky připitomělých až zcela dementních, nezřídka podnapilých jedinců. Díky jedinečnému zjevu a projevu se zařadil mezi nejpopulárnější francouzské komiky.

## Život a herecká kariéra
Paul Claude Préboist se narodil 21. února 1927 v Marseille jako druhorozený syn v rodině majitele dostihových stájí Julia Maria Preboise. Matka Maud, rozená Bartholomewová, pocházela z Anglie. Spolu se starším bratrem Jacquesem byli otcem předurčeni k dostihovému překážkovému sportu. Oba synové od malička rozběhávali koně pro profesionální žokeje a ve 14 letech se nakonec Paul překážkovým žokejem sám stal. Ani jeden z bratrů však u koní natrvalo nezůstal. Paul našel práci za přepážkou sociální pojišťovny a vystupoval jako zpěvák v marseillských pivnicích i nemocnicích s repertoárem svého oblíbence a rodáka Fernandela. Zde si ho všiml divadelní herec Henri Crémieux a Paulovi doporučil studium na Národní škole divadelního umění École de la rue Blanche  v Paříži. Paul Préboist pak následně vystupoval v divadle i kabaretu.
Ve filmu se brzy vypracoval z bezejmenného statisty či jezdeckého kaskadéra na postavy označené titulky. Prvním takovým filmem byl dobrodružný Cadet Rousselle z roku 1954, kde Paul Preboist ztvárnil roli kostelního zloděje. Zde se poprvé objevil spolu s Bourvilem. O rok později se ve filmu Velké manévry jeho jméno objevuje mezi titulky spolu se jmény Gerard Philipe a Brigitte Bardotová a ve stejný rok ve filmu Elena a muži se jménem Ingrid Bergmanová. Mezi další herecké kolegy přibili Jean Marais (Kapitán 1960, Kapitán Fracasse 1961), Alan Delon (Hlavně v klidu 1971), Jean Paul Belmondo (Cartouche 1962, Muž z Honkongu 1965), Yves Montand (Pošetilost mocných 1971, Catherine Deneuve (Útěk do bezpečí 1979, À nous deux 1979), Jean Rochefort (Muž z Honkogu 1965, Cartouche 1962), Lino Ventura (Bídníci 1982), Philipe Noiret (Všechno zlato světa 1961, Kapitán Fracasse 1961).
Jedinečná tvář i pohyby a provensálský dialekt, zajistily Préboistovi rychlý nárůst popularity především jeho komických rolí. Jeho komediálními kolegy se stali Pierre Richard (Roztržitý 1970, Život plný malérů 1972), Michel Galabru (Životní šance 1973, Letní hosté 1974, Quelques messieurs trop tranquilles 1973) a především Luis de Funés.
Počátek divadelní a filmové kariéry Paula Préboise se časově i místně shoduje s počátky popularity Luise de Funés. Preboist Funése popisuje jako ohromně talentovaného a ohromně nesnesitelného. Přesto nejznámější postavy vytvořil Paul Preboist právě s Luisem de Funés (Grand restaurant pana Septima 1966, Oskar 1967, Hibernatus 1969, Četník ve výslužbě 1970, Piti Piti Pa 1970, Pošetilost mocných 1971, Na stromě 1971, Jo 1971).  
Možnosti vytvořit hlavní postavu úspěšně využil ve filmech Letní Hosté 1974 a Pošťák ze Saint Tropez 1985.
V závěru života se vrátil k chovu koní. Jako svobodný a bezdětný zemřel po dlouhé nemoci 4. března 1997 v Paříži. Zpopelněn byl v krematoriu hřbitova Père-Lachaise, třetina popela byl uložena na hřbitově v Seine-et-Marne, třetina na venkovském hřbitůvku ve středomořské Occitánii a třetina  v rodinné hrobce blízké přítelkyně, klavíristky Marie-Thérèse Turquet.  
Po Paulu Preboistovi je v Marseille pojmenována ulice.
Bratr Jacques Préboist (1923-1999) se stal také hercem, popularity Paula, se kterým se často na filmovém plátně setkali, však nedosáhl.

## Filmografie (výběr)
- 1954 Kadet Rousselle: zloděj v kostele
- 1955 Elena a muži: podkoní
- 1956 Dobrodružství Arsèna Lupina: podkoní
- 1960 Kapitán: kapesní zloděj
- 1961 Všechno zlato světa: motorista na pikniku
- 1961 Kapitán Fracasse: zastřelený strážník
- 1962 Cartouche: četník
- 1965 Muž z Hongkongu: rotmistr tajné policie
- 1966 Velký flám: rybář
- 1966 Grand Restaurant pana Septima: podnapilý číšník
- 1967 Oskar: sluha
- 1969 Hibernatus: sluha
- 1970 Piti Piti Pá: hoteliér
- 1970 Roztržitý: majitel firmy, nadšený reklamou
- 1970 Četník ve výslužbě: podkoní
- 1971 Na stromě: rozhlasový reportér
- 1971 Pošetilost mocných: němý sluha
- 1971 Jo: četník
- 1972 Život plný malérů: vesničan
- 1972 Blázni ze stadionu: vesnický obchodník s potravinami
- 1973 Životní šance: funebrák, který se objevuje po každé mafiánské přestřelce
- 1974 Letní hosté: letní host
- 1974 Čtyři sluhové a kardinál: páter otec Joseph
- 1974 Čtyři sluhové a čtyři mušketýři: páter otec Joseph
- 1982 Bídníci: vězeň, zahradník (Fauchelevent)
- 1985 Pošťák ze Saint-Tropez: pošťák